# ATP-toernooi van Amersfoort
Het ATP-toernooi van Amersfoort, met de officiële naam Dutch Open, was een jaarlijks terugkerend tennistoernooi van de ATP dat werd georganiseerd in de Nederlandse stad Amersfoort. Het toernooi werd gespeeld op gravel in de open lucht. Voorlopers van het toernooi vonden plaats in respectievelijk Hilversum en Amsterdam. Het toernooi verloor na 2008 zijn ATP-status. Sinds 2019 is het ATP-toernooi van Amersfoort weer terug, nu met challenger-status.

## Geschiedenis
In 1957 werd het eerste Internationale Open gespeeld op 't Melkhuisje in Hilversum. Het programma bestond uit herenenkel en -dubbel, damesenkel en -dubbel, en gemengd dubbel. Het damesenkel en -dubbel werd in 1973 voor de laatste keer gespeeld, het gemengd dubbel vond ook in 1974 nog plaats. Sindsdien is het toernooi alleen nog voor de heren.
In 1995 moest het toernooi verhuizen, er was niet meer genoeg ruimte bij 't Melkhuisje, er konden maar 18.000 bezoekers terecht. De gemeente hielp niet om het probleem daar op te lossen.
Van 1995 tot en met 2001 speelde men op het Amstelpark van Duncan de Mooij in Amsterdam. In 1995 kwamen 40.000 bezoekers. In 2002 verhuisde het toernooi naar het sportpark de Bokkeduinen in Amersfoort. Na het toernooi van 2003 nam toernooidirecteur Piet van Eijsden na 26 jaar afscheid, hij werd opgevolgd door zijn dochter, Wendy van Eijsden. Daarna was oud-bondscoach Hans Felius de toernooidirecteur.
Vanwege financiële problemen besloot de organisatie eind 2008 om de ATP-licentie te verkopen aan de familie van de wereldtopper Novak Đoković. Deze familie organiseerde van 2009 tot en met 2012 het ATP-toernooi van Servië in Belgrado. Het toernooi in Amersfoort kreeg een vervolg als challenger.
Deze ATP Challenger is van 1993 tot en met 2018 gespeeld op de Mets Tennisbanen in Scheveningen. Het toernooi heeft plaatsgevonden onder verschillende namen, waaronder The Hague Open. Nederlander Thiemo de Bakker was de winnaar in 2018. In 2019 werd dit toernooi als het Van Mossel Kia Dutch Open georganiseerd in Amersfoort. Winnaar van deze editie was Mats Moraing (Duitsland). In 2020 kon het toernooi geen doorgang vinden vanwege COVID-19.
Van 1962-1982, van 1984-1988, van 1990-1998 en van 2000-2001 werd de finale gespeeld over best of five sets. Van 1957-1961, in 1983, 1989, 1999, van 2002-2008 en 2019 werd de finale gespeeld over best of three sets.

### Nederlandse en Belgische prestaties

#### Enkelspel
De Nederlander Martin Verkerk won het toernooi in 2004. Landgenoot Raemon Sluiter haalde twee keer de finale, in 2003 en 2000. In 1995 lukte dat Jan Siemerink en in 1978 ging Tom Okker hen voor. De Belg Steve Darcis won in 2007 het toernooi en haalde in 2008 de finale net als zijn landgenoot Eduardo Masso in 1990. Kimmer Coppejans wist in 2019 de finale te behalen, hier moest hij het opnemen tegen de Duitser Mats Moraing. In de finale van drie sets wist Moraing met 6-2, 3-6, 6-3 te winnen van Coppejans.

#### Dubbelspel
Tom Okker en Balázs Taróczy winnen in 1978, 1979 en 1980, een hattrick. Vanaf 1991 staan er regelmatig Nederlandse winnaars op de lijst: Jacco Eltingh, Paul Haarhuis, Richard Krajicek, Sjeng Schalken, Jan Siemerink en Rogier Wassen. In 2008 halen Jesse Huta Galung en Igor Sijsling de finale en in het jaar daarvoor waren het Robin Haase met Rogier Wassen. De Belg Libor Pimek haalt de finale in 1993 en 1997. In 2019 stonden Jesper de Jong en Ryan Nijboer een poging om de titel binnen te slepen – zij moesten het in de finale afleggen tegen twee tennissers uit Finland.

## Winnaars

### Enkelspel
| 1955                        |                          | Gravel, buiten | Dr. K. Rohde          |                        |                             |               |
| 1956                        |                          | Gravel, buiten | Henk Goris            |                        |                             |               |
| ↓ Internationaal toernooi ↓ |                          |                |                       |                        |                             |               |
| 03-06-1957                  |                          | Gravel, buiten | Ladislav Legenstein   | Fred Dehnert           | 6-1, 6-1                    |               |
| 28-07-1958                  |                          | Gravel, buiten | Vladimir Petrović     | Piet van Eijsden       | 6-4, 6-4                    | [ 2 ]         |
| 27-07-1959                  |                          | Gravel, buiten | Jacky Brichant        | Ladislav Legenstein    | 6-2, 2-6, 6-2               | [ 2 ]         |
| 25-07-1960                  |                          | Gravel, buiten | Mike Davies           | Vladimir Petrović      | 6-2, 4-6, 6-2               | [ 2 ]         |
| 24-07-1961                  |                          | Gravel, buiten | Ramanathan Krishnan   | Martin Mulligan        | 6-2, 6-3                    | [ 3 ]         |
| 26-07-1962                  |                          | Gravel, buiten | Rod Laver             | Ramanathan Krishnan    | 4-6, 6-3, 6-3, 7-5          |               |
| 22-07-1963                  |                          | Gravel, buiten | Cliff Drysdale (1)    | Roy Emerson            | 6-3, 6-4, 6-2               |               |
| 20-07-1964                  |                          | Gravel, buiten | Cliff Drysdale (2)    | Tomaz Koch             | 7-5, 4-6, 6-2, 7-5          |               |
| 19-07-1965                  |                          | Gravel, buiten | John Newcombe         | Tom Okker              | 6-2, 3-6, 6-1, 6-3          |               |
| 18-07-1966                  |                          | Gravel, buiten | Tom Okker (1)         | Bob Hewitt             | 6-3, 6-3, 2-6, 6-3          |               |
| 1967                        |                          |                | geen toernooi         | geen toernooi          | geen toernooi               | geen toernooi |
| ↓ open tijdperk ↓           |                          |                |                       |                        |                             |               |
| 22-07-1968                  |                          | Gravel, buiten | Robert Maud           | István Gulyás          | 7-9, 7-5, 6-0, 1-6, 13-11   | details       |
| 28-07-1969                  |                          | Gravel, buiten | Tom Okker (2)         | Roger Taylor           | 10-8, 7-9, 6-4, 6-4         | details       |
| 27-07-1970                  |                          | Gravel, buiten | Tom Okker (3)         | Roger Taylor           | 4-6, 6-0, 6-1, 6-3          | details       |
| 26-07-1971                  |                          | Gravel, buiten | Gerald Battrick       | Ross Case              | 6-3, 6-4, 9-7               | details       |
| 24-07-1972                  |                          | Gravel, buiten | John Cooper           | Hans Kary              | 6-1, 3-6, 12-10, 3-6, 6-2   | details       |
| 16-07-1973                  |                          | Gravel, buiten | Tom Okker (4)         | Andrés Gimeno          | 2-6, 6-4, 6-4, 6-7, 6-3     | details       |
| 15-07-1974                  |                          | Gravel, buiten | Guillermo Vilas (1)   | Barry Phillips-Moore   | 6-4, 6-2, 1-6, 6-3          | details       |
| 14-07-1975                  |                          | Gravel, buiten | Guillermo Vilas (2)   | Željko Franulović      | 6-4, 6-7, 6-2, 6-3          | details       |
| 12-07-1976                  |                          | Gravel, buiten | Balázs Taróczy (1)    | Ricado Cano            | 6-4, 6-0, 6-1               | details       |
| 11-07-1977                  |                          | Gravel, buiten | Patrick Proisy        | Lito Álvarez           | 6-0, 6-2, 6-0               | details       |
| 24-07-1978                  |                          | Gravel, buiten | Balázs Taróczy (2)    | Tom Okker              | 2-6, 6-1, 6-2, 6-4          | details       |
| 23-07-1979                  |                          | Gravel, buiten | Balázs Taróczy (3)    | Tomáš Šmíd             | 6-2, 6-2, 6-1               | details       |
| 21-07-1980                  |                          | Gravel, buiten | Balázs Taróczy (4)    | Haroon Ismail          | 6-3, 6-2, 6-1               | details       |
| 20-07-1981                  |                          | Gravel, buiten | Balázs Taróczy (5)    | Heinz Günthardt        | 6-3, 6-7, 6-4               | details       |
| 19-07-1982                  |                          | Gravel, buiten | Balázs Taróczy (6)    | Buster Mottram         | 7-6, 6-7, 6-3, 7-6          | details       |
| 18-07-1983                  |                          | Gravel, buiten | Tomáš Šmíd            | Balázs Taróczy         | 6-4, 6-4                    | details       |
| 23-07-1984                  |                          | Gravel, buiten | Anders Järryd         | Tomáš Šmíd             | 6-3, 6-3, 2-6, 6-2          | details       |
| 22-07-1985                  |                          | Gravel, buiten | Ricki Osterthun       | Kent Carlsson          | 4-6, 4-6, 6-2, 6-4, 6-3     | details       |
| 28-07-1986                  |                          | Gravel, buiten | Thomas Muster         | Jakob Hlasek           | 6-1, 6-3, 6-3               | details       |
| 27-07-1987                  |                          | Gravel, buiten | Miloslav Mečíř        | Guillermo Pérez Roldán | 6-4, 1-6, 6-3, 6-2          | details       |
| 25-07-1988                  |                          | Gravel, buiten | Emilio Sánchez        | Guillermo Pérez Roldán | 6-3, 6-1, 3-6, 6-3          | details       |
| 24-07-1989                  |                          | Gravel, buiten | Karel Nováček (1)     | Emilio Sánchez         | 6-2, 6-4                    | details       |
| 23-07-1990                  | ATP World Series         | Gravel, buiten | Francisco Clavet (1)  | Eduardo Masso          | 3-6, 6-4, 6-2, 6-0          | details       |
| 22-07-1991                  | ATP World Series         | Gravel, buiten | Magnus Gustafsson (1) | Jordi Arrese           | 5-7, 7-6(2), 2-6, 6-1, 6-0  | details       |
| 20-07-1992                  | ATP World Series         | Gravel, buiten | Karel Nováček (2)     | Jordi Arrese           | 6-2, 6-3, 2-6, 7-5          | details       |
| 26-07-1993                  | ATP World Series         | Gravel, buiten | Carlos Costa          | Magnus Gustafsson      | 6-1, 6-2, 6-3               | details       |
| 25-07-1994                  | ATP World Series         | Gravel, buiten | Karel Nováček (3)     | Richard Fromberg       | 7-5, 6-4, 7-6(7)            | details       |
| Amsterdam                   |                          |                |                       |                        |                             |               |
| 24-07-1995                  | ATP World Series         | Gravel, buiten | Marcelo Ríos          | Jan Siemerink          | 6-4, 7-5, 6-4               | details       |
| 29-07-1996                  | ATP World Series         | Gravel, buiten | Francisco Clavet (2)  | Younes El Aynaoui      | 7-5, 6-1, 6-1               | details       |
| 28-07-1997                  | ATP World Series         | Gravel, buiten | Ctislav Doseděl       | Carlos Moyá            | 7-6(4), 7-6(5), 6-7(4), 6-2 | details       |
| 03-08-1998                  | ATP World Series         | Gravel, buiten | Magnus Norman         | Richard Fromberg       | 6-3, 6-3, 2-6, 6-4          | details       |
| 02-08-1999                  | ATP World Series         | Gravel, buiten | Younes El Aynaoui     | Mariano Zabaleta       | 6-0, 6-3                    | details       |
| 17-07-2000                  | ATP International Series | Gravel, buiten | Magnus Gustafsson (2) | Raemon Sluiter         | 6-7(4), 6-3, 7-6(5), 6-1    | details       |
| 16-07-2001                  | ATP International Series | Gravel, buiten | Àlex Corretja         | Younes El Aynaoui      | 6-3, 5-7, 7-6(0), 3-6, 6-4  | details       |
| Amersfoort                  |                          |                |                       |                        |                             |               |
| 15-07-2002                  | ATP International Series | Gravel, buiten | Juan Ignacio Chela    | Albert Costa           | 6-1, 7-6(4)                 | details       |
| 14-07-2003                  | ATP International Series | Gravel, buiten | Nicolás Massú         | Raemon Sluiter         | 6-4, 7-6(3), 6-2            | details       |
| 12-07-2004                  | ATP International Series | Gravel, buiten | Martin Verkerk        | Fernando González      | 7-6(5), 4-6, 6-4            | details       |
| 18-07-2005                  | ATP International Series | Gravel, buiten | Fernando González     | Agustín Calleri        | 7-5, 6-3                    | details       |
| 17-07-2006                  | ATP International Series | Gravel, buiten | Novak Đoković         | Nicolás Massú          | 7-6(5), 6-4                 | details       |
| 16-07-2007                  | ATP International Series | Gravel, buiten | Steve Darcis          | Werner Eschauer        | 6-1, 7-6(1)                 | details       |
| 14-07-2008                  | ATP International Series | Gravel, buiten | Albert Montañés       | Steve Darcis           | 1-6, 7-5, 6-3               | details       |
| 20-07-2019                  | Challenger               | Gravel, buiten | Mats Moraing          | Kimmer Coppejans       | 6-2, 3-6, 6-3               |               |

### Dubbelspel
| 1956                        |                          | Gravel, buiten | Henk Goris S. Krijt                    |                                                                  |                             |               |
| ↓ Internationaal toernooi ↓ |                          |                |                                        |                                                                  |                             |               |
| 03-06-1957                  |                          | Gravel, buiten | Alfred Dehnert Woolf                   |                                                                  |                             |               |
| 28-07-1958                  |                          | Gravel, buiten | Lasly Legenstein Vladimir Petrović     | Karl Baco Piet van Eijsden                                       |                             |               |
| 27-07-1959                  |                          | Gravel, buiten | A. Bey N. Nette                        | Karl Baco Ladislav Legenstein                                    |                             |               |
| 25-07-1960                  |                          | Gravel, buiten | Finale verregend                       | Finale verregend                                                 | Finale verregend            |               |
| 24-07-1961                  |                          | Gravel, buiten | Ken Fletcher John Newcombe             |                                                                  |                             |               |
| 26-07-1962                  |                          | Gravel, buiten | Bob Howe (1) Ramanathan Krishnan       |                                                                  |                             |               |
| 22-07-1963                  |                          | Gravel, buiten | Roy Emerson Bob Howe (2)               |                                                                  |                             |               |
| 20-07-1964                  |                          | Gravel, buiten | Bob Hewitt Brian Tobin                 |                                                                  |                             |               |
| 19-07-1965                  |                          | Gravel, buiten | Ingo Buding Christian Kuhnke           |                                                                  |                             |               |
| 18-07-1966                  |                          | Gravel, buiten | Premjit Lall Robert Maud               |                                                                  |                             |               |
| 1967                        |                          | geen toernooi  | geen toernooi                          | geen toernooi                                                    | geen toernooi               | geen toernooi |
| ↓ open tijdperk ↓           |                          |                |                                        |                                                                  |                             |               |
| 22-07-1968                  |                          | Gravel, buiten | Jan Kodeš (1) Jan Kukal                | Ingo Buding Harald Elschenbroich                                 | 6-3, 6-1                    | details       |
| 28-07-1969                  |                          | Gravel, buiten | Tom Okker (1) Roger Taylor             | Jan Kodeš Jan Kukal                                              | 6-3, 6-2, 6-4               | details       |
| 27-07-1970                  |                          | Gravel, buiten | Bill Bowrey Owen Davidson              | John Alexander Phil Dent                                         | 6-3, 6-4, 6-2               | details       |
| 26-07-1971                  |                          | Gravel, buiten | Jean-Claude Barclay Daniel Contet      | John Cooper Colin Dibley                                         | 7-5, 3-6, 7-5, 4-6, 6-2     | details       |
| 24-07-1972                  |                          | Gravel, buiten | Geoff Masters Ross Case                |                                                                  |                             | details       |
| 16-07-1973                  |                          | Gravel, buiten | Iván Molina Allan Stone                | Andrés Gimeno Antonio Muñoz                                      | 4-6, 7-6, 6-4               | details       |
| 15-07-1974                  |                          | Gravel, buiten | Tito Vasquez Guillermo Vilas (1)       | Lito Álvarez Julian Ganzabal                                     | 6-2, 3-6, 6-1, 6-2          | details       |
| 14-07-1975                  |                          | Gravel, buiten | Wojtek Fibak (1) Guillermo Vilas (2)   | John Lloyd Željko Franulović                                     | 6-2, 4-6, 6-1               | details       |
| 12-07-1976                  |                          | Gravel, buiten | Ricardo Cano Belus Prajoux             | Wojtek Fibak Balázs Taróczy                                      | 6-4, 6-3                    | details       |
| 11-07-1977                  |                          | Gravel, buiten | José Higueras Antonio Muñoz            | Jean-Louis Haillet François Jauffret                             | 6-1, 6-4, 2-6, 6-1          | details       |
| 24-07-1978                  |                          | Gravel, buiten | Tom Okker (2) Balázs Taróczy (1)       | Bob Carmichael Mark Edmondson                                    | 7-6, 6-3                    | details       |
| 23-07-1979                  |                          | Gravel, buiten | Tom Okker (3) Balázs Taróczy (2)       | Jan Kodeš Tomáš Šmíd                                             | 6-1, 6-3                    | details       |
| 21-07-1980                  |                          | Gravel, buiten | Tom Okker (4) Balázs Taróczy (3)       | Tony Giammalva Buster Mottram                                    | 7-5, 6-3, 7-6               | details       |
| 20-07-1981                  |                          | Gravel, buiten | Heinz Günthardt (1) Balázs Taróczy (4) | Raymond Moore Andrew Pattison                                    | 6-0, 6-2                    | details       |
| 19-07-1982                  |                          | Gravel, buiten | Jan Kodeš (2) Tomáš Šmíd (1)           | Heinz Günthardt Balázs Taróczy                                   | 7-6, 6-4                    | details       |
| 18-07-1983                  |                          | Gravel, buiten | Heinz Günthardt (2) Balázs Taróczy (5) | Jan Kodeš Tomáš Šmíd                                             | 3-6, 6-2, 6-3               | details       |
| 23-07-1984                  |                          | Gravel, buiten | Anders Järryd Tomáš Šmíd (2)           | Broderick Dyke Michael Fancutt                                   | 6-4, 5-7, 7-6               | details       |
| 22-07-1985                  |                          | Gravel, buiten | Stefan Simonsson Hans Simonsson        | Carl Limberger Mark Woodforde                                    | 6-3, 6-4                    | details       |
| 28-07-1986                  |                          | Gravel, buiten | Miloslav Mečíř (1) Tomáš Šmíd (3)      | Tom Nijssen Johan Vekemans                                       | 6-4, 6-2                    | details       |
| 27-07-1987                  |                          | Gravel, buiten | Wojtek Fibak (2) Miloslav Mečíř (2)    | Tom Nijssen Johan Vekemans                                       | 7-6, 5-7, 6-2               | details       |
| 25-07-1988                  |                          | Gravel, buiten | Sergio Casal (1) Emilio Sánchez (1)    | Magnus Gustafsson Guillermo Pérez Roldán                         | 7-6, 6-3                    | details       |
| 24-07-1989                  |                          | Gravel, buiten |                                        | Tomás Carbonell Diego Pérez versus Paul Haarhuis Mark Koevermans | geannuleerd (vanwege regen) | details       |
| 23-07-1990                  | ATP World Series         | Gravel, buiten | Sergio Casal (2) Emilio Sánchez (2)    | Paul Haarhuis Mark Koevermans                                    | 7-5, 7-5                    | details       |
| 22-07-1991                  | ATP World Series         | Gravel, buiten | Richard Krajicek Jan Siemerink (1)     | Francisco Clavet Magnus Gustafsson                               | 7-5, 6-4                    | details       |
| 20-07-1992                  | ATP World Series         | Gravel, buiten | Paul Haarhuis (1) Mark Koevermans      | Mårten Renström Mikael Tillström                                 | 6-7, 6-1, 6-4               | details       |
| 26-07-1993                  | ATP World Series         | Gravel, buiten | Jacco Eltingh (1) Paul Haarhuis (2)    | Hendrik Jan Davids Libor Pimek                                   | 4-6, 6-2, 7-5               | details       |
| 25-07-1994                  | ATP World Series         | Gravel, buiten | Daniel Orsanic Jan Siemerink (2)       | David Adams Andrej Olchovski                                     | 6-4, 6-2                    | details       |
| Amsterdam                   |                          |                |                                        |                                                                  |                             |               |
| 24-07-1995                  | ATP World Series         | Gravel, buiten | Marcelo Ríos Sjeng Schalken (1)        | Wayne Arthurs Neil Broad                                         | 7-6, 6-2                    | details       |
| 29-07-1996                  | ATP World Series         | Gravel, buiten | Donald Johnson Francisco Montana       | Rikard Bergh Jack Waite                                          | 6-4, 3-6, 6-2               | details       |
| 28-07-1997                  | ATP World Series         | Gravel, buiten | Paul Kilderry Nicolás Lapentti         | Andrew Kratzmann Libor Pimek                                     | 3-6, 7-5, 7-6               | details       |
| 03-08-1998                  | ATP World Series         | Gravel, buiten | Jacco Eltingh (2) Paul Haarhuis (3)    | Dominik Hrbatý Karol Kučera                                      | 6-3, 6-2                    | details       |
| 02-08-1999                  | ATP World Series         | Gravel, buiten | Paul Haarhuis (4) Sjeng Schalken (2)   | Devin Bowen Eyal Ran                                             | 6-3, 6-2                    | details       |
| 17-07-2000                  | ATP International Series | Gravel, buiten | Sergio Roitman Andrés Schneiter        | Edwin Kempes Dennis van Scheppingen                              | 4-6, 6-4, 6-1               | details       |
| 16-07-2001                  | ATP International Series | Gravel, buiten | Paul Haarhuis (5) Sjeng Schalken (3)   | Àlex Corretja Luis Lobo                                          | 6-4, 6-2                    | details       |
| Amersfoort                  |                          |                |                                        |                                                                  |                             |               |
| 15-07-2002                  | ATP International Series | Gravel, buiten | Jeff Coetzee Chris Haggard             | André Sá Alexandre Simoni                                        | 7-6(1), 6-3                 | details       |
| 14-07-2003                  | ATP International Series | Gravel, buiten | Devin Bowen Ashley Fisher              | Chris Haggard André Sá                                           | 6-0, 6-4                    | details       |
| 12-07-2004                  | ATP International Series | Gravel, buiten | Jaroslav Levinský David Škoch          | José Acasuso Luis Horna                                          | 6-0, 2-6, 7-5               | details       |
| 18-07-2005                  | ATP International Series | Gravel, buiten | Martín García Luis Horna               | Fernando González Nicolás Massú                                  | 6-4, 6-4                    | details       |
| 17-07-2006                  | ATP International Series | Gravel, buiten | Alberto Martín Fernando Vicente        | Lucas Arnold Ker Christopher Kas                                 | 6-4, 6-3                    | details       |
| 16-07-2007                  | ATP International Series | Gravel, buiten | Juan-Pablo Brzezicki Juan-Pablo Guzman | Robin Haase Rogier Wassen                                        | 6-2, 6-0                    | details       |
| 14-07-2008                  | ATP International Series | Gravel, buiten | Rogier Wassen František Čermák         | Jesse Huta Galung Igor Sijsling                                  | 7-5, 7-5                    | details       |
| 20-07-2019                  | Challenger               | Gravel, buiten | Harri Heliovaara Emil Ruusuvuori       | Jesper de Jong Ryan Nijboer                                      | 6-3, 6-4                    |               |

| Legenda ATP-categorieën     | Legenda ATP-categorieën     | Legenda ATP-categorieën       | Legenda ATP-categorieën      | Legenda ATP-categorieën | Legenda ATP-categorieën | Legenda ATP-categorieën | Legenda ATP-categorieën | Legenda ATP-categorieën | Legenda ATP-categorieën | Legenda ATP-categorieën | Legenda ATP-categorieën |
| Heden-2017                  | 2016-2009                   | 2008-1998                     | 1997-1990                    | 1989-1978               | 1977                    | 1976                    | 1975                    | 1974                    | 1973-1972               | 1971                    | 1970                    |
| --------------------------- | --------------------------- | ----------------------------- | ---------------------------- | ----------------------- | ----------------------- | ----------------------- | ----------------------- | ----------------------- | ----------------------- | ----------------------- | ----------------------- |
| Grand Slams                 | Grand Slams                 | Grand Slams                   | Grand Slams                  | Grand Slams             | Grand Slams             | Grand Slams             | Group Triple Crown      | Group Triple Crown      | Group AA                | Group A                 | Group A                 |
| ATP Finals                  | ATP World Tour Finals       | Tennis Masters Cup            | ATP Tour World Championships | Grand Prix Masters      | Grand Prix Masters      | Grand Prix Masters      | Grand Prix Masters      | Grand Prix Masters      | Grand Prix Masters      | Grand Prix Masters      | Grand Prix Masters      |
| ATP World Tour Masters 1000 | ATP World Tour Masters 1000 | ATP Masters Series            | ATP Super 9                  | Super Series            | Six Star                | Five Star               | Group A                 | Group A                 | Group A                 | Group B                 | Group 1                 |
| ATP World Tour 500          | ATP World Tour 500          | ATP International Series Gold | ATP Championship Series      | Regular Series          | Five Star               | Four Star               | Group B                 | Group B                 | Group B                 | Group C                 | Group 2                 |
| ATP World Tour 250          | ATP World Tour 250          | ATP International Series      | ATP World Series             | Regular Series          | Four Star               | Three Star              | Group B                 | Group C                 | Group C                 | Group D                 |                         |
| ATP World Tour 250          | ATP World Tour 250          | ATP International Series      | ATP World Series             | Regular Series          | Three Star              | Two Star                |                         |                         |                         |                         |                         |
| ATP World Tour 250          | ATP World Tour 250          | ATP International Series      | ATP World Series             | Regular Series          | Two Star                | One Star                |                         |                         |                         |                         |                         |
| ATP World Tour 250          | ATP World Tour 250          | ATP International Series      | ATP World Series             | Regular Series          | One Star                |                         |                         |                         |                         |                         |                         |
| ATP Challenger Tour         | ATP Challenger Series       | ATP Challenger Series         | ATP Challenger Series        |                         |                         |                         |                         |                         |                         |                         |                         |
| Toernooien voor teams       |                             |                               |                              |                         |                         |                         |                         |                         |                         |                         |                         |

## Statistieken

### Meeste enkelspeltitels
| Aantal titels | Speler            | Jaren                              |
| ------------- | ----------------- | ---------------------------------- |
| 6             | Balázs Taróczy    | 1976, 1978, 1979, 1980, 1981, 1982 |
| 4             | Tom Okker         | 1966, 1969, 1970, 1973             |
| 4             | / Karel Nováček   | 1989, 1992, 1994                   |
| 2             | Cliff Drysdale    | 1963, 1964                         |
| 2             | Guillermo Vilas   | 1974, 1975                         |
| 2             | Francisco Clavet  | 1990, 1996                         |
| 2             | Magnus Gustafsson | 1991, 2000                         |

### Meeste enkelspeltitels per land
| Aantal titels | Land                |
| ------------- | ------------------- |
| 6             | Hongarije           |
| 6             | Nederland           |
| 6             | Spanje              |
| 4             | Tsjecho-Slowakije   |
| 4             | Zweden              |
| 3             | Argentinië          |
| 3             | Australië           |
| 3             | Chili               |
| 3             | Zuid-Afrika         |
| 2             | België              |
| 2             | Oostenrijk          |
| 2             | Verenigd Koninkrijk |

### Enkel- en dubbelspeltitel in hetzelfde jaar
| Tennisser         | Jaar                   |
| ----------------- | ---------------------- |
| Vladimir Petrović | 1958                   |
| Tom Okker         | 1969                   |
| Guillermo Vilas   | 1974, 1975             |
| Balázs Taróczy    | 1978, 1979, 1980, 1981 |
| Anders Järryd     | 1984                   |
| Miloslav Mečíř    | 1987                   |
| Emilio Sánchez    | 1988                   |
| Marcelo Ríos      | 1995                   |